# Зиннер, Лев Яковлевич
Лев Яковлевич Зиннер (род. 31 декабря 1938, Палласовка) — советский и российский учёный.

## Биография
Родился в семье немцев колонистов в селе Палласовка Республики немцев Поволжья 31 декабря 1938 года. Отец участник гражданской войны, начальник милиции села Палласовка, репрессирован в 1934 году, освобожден в 1940 году. Вместе с родителями и остальным населением республики репрессирован по национальному признаку и подвергнут депортации в Сибирь. Детство и юность провел в Смоленском районе Алтайского края.
Окончил Томский политехнический институт по специальности радиоинженер (1962). Защитил кандидатскую диссертацию в Томском политехническом институте (1968), доцент кафедры электромеханики Куйбышевского политехнического института. Заведующий кафедры Электропривода и электротехники Казанского государственного технологического университета (1977—1999). В 1980 году защитил докторскую диссертацию в Харьковском НИИ электродинамики сплошных сред с присвоением учёной степени доктора технических наук. В 1982 году получил звание профессора.
Автор 2 научных монографий и более 100 научных работ по свойствам скользящих контактов в машинах постоянного тока, вентильным электрическим машинам и автогенераторным асинхронным приводам. Научный руководитель двух докторских и 19 кандидатских диссертаций. Соавтор более 30 авторских свидетельств и патентов на изобретения. Заслуженный деятель науки и техники Республики Татарстан (1995); Aкадемик электротехнических наук Российской Федерации (1996). Один из основателей научного направления «Вентильные двигатели постоянного и переменного тока» в России.
С 2000 года проживает в Берлине. Увлекается литературной деятельностью, представлен на порталах «Проза.ру» и «Стихи.ру».

## Оценка деятельности
Доктор технических наук В. Е. Высоцкий и доктор технических наук Ю. А. Макаричев, рассказывая о становлении Самарской научно-педагогической школы электромеханики, относят профессора Л. Я. Зиннера к числу её представителей. Авторы монографии «История электротехники», вышедшей в 1999 году под общей редакцией И. А. Глебова, говоря о заметной роли «вузовских ученых, внесших серьёзный вклад в развитие вентильных двигателей», называют имя Л. Я. Зиннера из Куйбышевского (Самарского, политехнического) института. Доктор технических наук А. К. Аракелян и доктор технических наук А. А. Афанасьев относят результаты, полученные в работах Л. Я. Зиннера по вентильным двигателям, к числу важнейших.
Монография Л. Я. Зиннера (в соавторстве) «Вентильные двигатели постоянного и переменного тока» (1981) входит в список основной и дополнительной литературы учебных программ КнАГУ и ЮУрГУ, а также в список литературы учебного пособия для вузов «Вентильные электрические машины в системах регулируемых электроприводов».